# Coloradoa taurica
Coloradoa taurica är en insektsart. Coloradoa taurica ingår i släktet Coloradoa och familjen långrörsbladlöss. Inga underarter finns listade i Catalogue of Life.